# БС-329 «Белгород»
БС-329 «Белгород» — российская атомная подводная лодка специального назначения, единственный представитель проекта 09852, носитель беспилотных подводных аппаратов типа «Посейдон» и автономных глубоководных станций, входит в состав Главного управления глубоководных исследований МО РФ. Построена на судостроительном заводе «Севмаш» в 1992—2020 годах, изначально строилась по проекту 949А «Антей».

## История строительства
Заложена на ПО «Севмаш» (Северодвинск) 24 июля 1992 года, под заводским номером 664 как атомный подводный крейсер проекта 949А «Антей».
6 апреля 1993 года переименована в «Белгород», в некоторых источниках фигурировал тактический номер К-139, присвоенный кораблю; позже эта информация не подтвердилась и в источниках фигурировало название К-329. В 1995 году на базе 11-й дивизии подводных лодок был сформирован и обучен экипаж К-329 «Белгород».
В 1997 году на стадии готовности в 75 % исключена из состава ВМФ и законсервирована. В 1998 году экипаж был расформирован.
В сентябре 2000 года, после гибели однотипного атомохода К-141 «Курск», было принято решение о возобновлении строительства.
По данным на 31 декабря 2004 года был смонтирован корпус корабля, однако отсутствовало техническое оснащение и ракетные шахты. Тогда стоимость достройки оценивалась примерно в 100 миллионов рублей. Однако финансирование работ велось в минимальном объёме и «Севмаш» достраивал лодку по собственной инициативе.
Достройка АПЛ «Белгород» была включена в Гособоронзаказ на 2006 год. Однако уже 20 июля 2006 года в ходе визита на Севмашпредприятие министр обороны Сергей Иванов сообщил, что принято решение не вводить её в состав ВМФ, готовность оценивалась в 80 %.
В 2009 году рассматривалась возможность перевооружения комплексом крылатых ракет, разрабатываемых для проекта 885 «Ясень».
В начале 2012 года главком ВМФ Владимир Высоцкий заявил, что «Белгород» достраивается по специальному проекту. 20 декабря 2012 года перезаложен по проекту 09852, предположительно именно тогда корабль получил наименование БС-329.
Передача подлодки ВМФ России планировалась в 2018 году.
В ноябре 2018 года Министерство обороны сообщило о формировании экипажа АПЛ «Белгород».
23 апреля 2019 года АПЛ «Белгород» выведена из эллинга в Северодвинске и спущена на воду. Командир корабля — капитан первого ранга Антон Алёхин.
В течение 2019 года должна была пройти достройка подлодки на плаву, тестирование ядерной энергетической установки и швартовные испытания.
Изначально предполагалось, что в состав флота подлодка войдёт в 2020 году, а «Посейдон» станет на вооружение примерно в 2021 году. Согласно плану, должна была войти в состав флота в конце 2020 года, но затем сроки её сдачи перенесены были на конец 2021 года.
25 декабря 2021 года генеральный директор «Севмаша» Михаил Будниченко рассказал: «Начали на АПЛ „Белгород“ государственные испытания, которые будут закончены в следующем году».

## История службы
8 июля 2022 года состоялась торжественная церемония передачи Военно-морскому флоту исследовательской подводной лодки «Белгород». Корабль предназначен для решения разноплановых научных задач, проведения поисково-спасательных операций, а также может быть использован как носитель спасательных глубоководных и автономных необитаемых подводных аппаратов. Служить подлодка будет на Тихом океане в ТОФ.
3 октября 2022 года пресс-служба органов разведки стран НАТО сообщила, что АПКР К-329 «Белгород» покинула порт своего базирования и «ушла в неизвестном направлении». После этого К-329 предположительно находилась в арктических водах и готовилась к испытаниям торпеды «Посейдон» без ядерного заряда. По другим данным, 2 октября РФ вывела в Белое море для испытаний подлодку «Белгород» с ядерными торпедами «Посейдон».
По состоянию на 2025 год БС-329 продолжает использоваться для работ над комплексом «Посейдон», базируется на Северодвинск.

## Конструкция

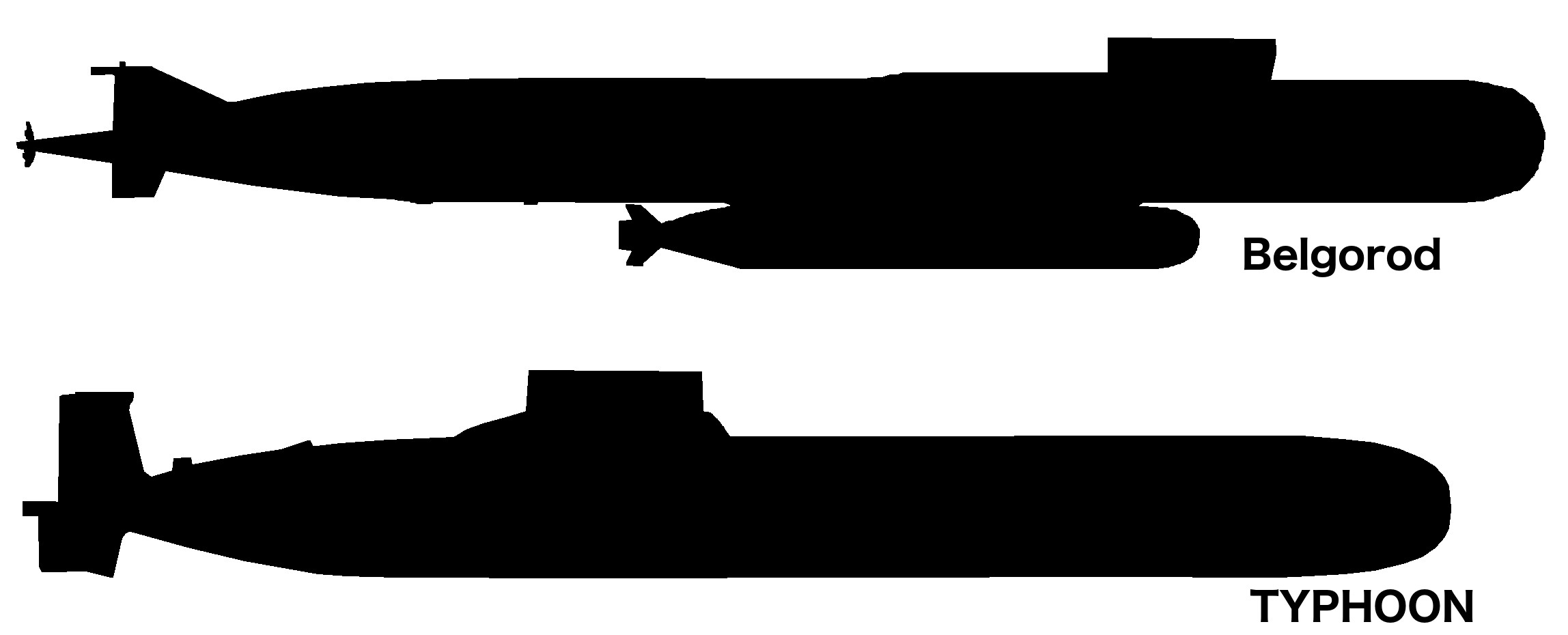
Сравнение силуэтов БС-329 и самой большой в мире подводной лодки проекта 941 «Акула»

Во время достройки и переделки длина подлодки увеличилась со 154 до 184 метров. Это почти на 11 метров больше длины подводных лодок проекта 941 «Акула», являющихся самыми большими в мире; ширина корпуса составила 18,2 метра.
В июне 2019 года американский военный эксперт H.I. Sutton опубликовал спутниковый разведывательной снимок, на котором, вероятно, изображена К-329 «Белгород» рядом с АПЛ К-549 «Князь Владимир» проекта «Борей»; судя по снимку, «Белгород» значительно длиннее и шире «Князя Владимира», что означает, что ранее публиковавшиеся предположительные размеры «Белгорода» (184 × 18,2 м) не окончательные.
Сообщается, что главной особенностью «Белгорода» являются ходовые винты необычной конструкции, обеспечивающие исключительную малошумность хода; по мнению военного эксперта Виктора Баранца, это главная отличительная черта проекта. Именно по этой причине на всех немногочисленных фотографиях подлодки винты тщательно зачехлены.

### Вооружение
11 ноября 2015 года в СМИ был продемонстрирован проект ядерной торпеды «Статус-6» («Посейдон») калибра 1,6 метра с дальностью хода 10 000 км и глубиной погружения 1000 метров, предназначенной для катастрофического поражения прибрежных городов в качестве своеобразного «оружия ответного удара», что делает её близкой по характеристикам и тактике применения к Т-15. Носителями торпеды названы АПЛ проекта 09852 «Белгород» и АПЛ проекта 09851 «Хабаровск».
По информации ТАСС, АПЛ сможет нести на борту шесть аппаратов «Посейдон».
В одном из англоязычных журналов опубликована статья с инфографикой, в которой «Белгород» назван носителем не только «Статуса-6», но и АГС проектов 10831 «Лошарик» и 18511 «Палтус», а также глубоководных аппаратов типа «Клавесин-2Р-РМ». Также упоминается, что «Белгород» будет способен транспортировать на верхней палубе блочный реактор типа АТГУ, предназначенный для питания сети подводных датчиков «Шельф».
АПЛ «Белгород» (а вслед за ней и «Хабаровск») станут первыми подлодками пятого поколения, которые будут нести на своем борту беспилотники и роботизированные комплексы. Совершенно иной и, что немаловажно, непредсказуемой для противника станет и тактика действий подводного флота России. Своих «малышей», призванных стать одним из элементов стратегического ядерного сдерживания и способных уничтожать целые авианосные группировки и объекты на прибрежных территориях, подлодки смогут запускать, даже не приближаясь к противнику, буквально от причальной стенки.

## Командиры
- 1995—1998: капитан 1 ранга Абхалимов Владилен Васильевич
- 2015—2025: капитан 1 ранга Алёхин А. С.
- С 2025: капитан 1 ранга Журавлёв А. А.